# Pyrinia gallaria
Pyrinia gallaria là một loài bướm đêm trong họ Geometridae.